# اچ‌ام‌ای‌اس هاوک (ام ۱۱۳۹)
اچ‌ام‌ای‌اس هاوک (ام ۱۱۳۹) (به انگلیسی: HMAS Hawk (M 1139)) یک کشتی بود که طول آن ۱۵۲ فوت (۴۶ متر) بود. این کشتی در سال ۱۹۵۴ ساخته شد.